# Hadrodactylus femoratus
Hadrodactylus femoratus är en stekelart som först beskrevs av Davis 1897.  Hadrodactylus femoratus ingår i släktet Hadrodactylus och familjen brokparasitsteklar. Inga underarter finns listade i Catalogue of Life.